# Geert Jansen (Politiker)

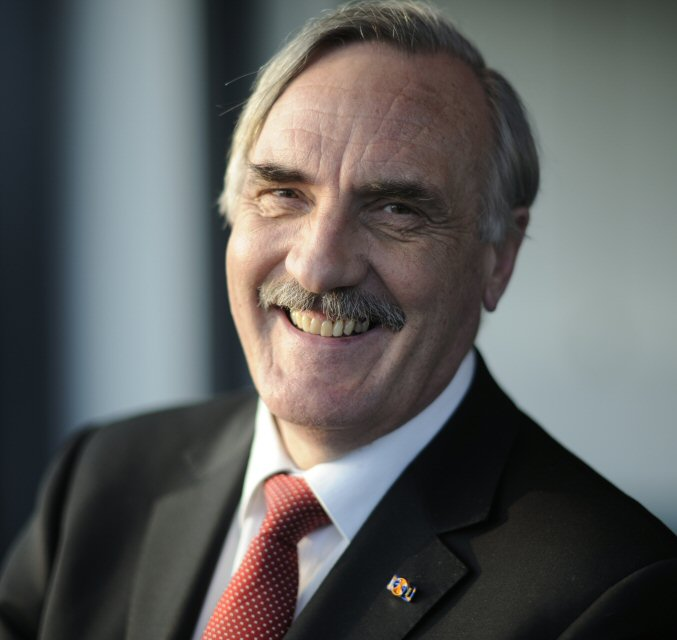
Geert Jansen (2009)

Geert Jan Jansen (* 7. November 1946 in Norg) ist ein niederländischer Politiker der CDA.
Jansen studierte Recht an der Universität Utrecht.
Er war von 2002 bis 2010 Kommissar der Königin (Vorsitzenden des Kabinetts) der Provinz Overijssel. Seine Nachfolgerin war Parteigenosse Ank Bijleveld-Schouten.
| Personendaten    | Personendaten                    |
| ---------------- | -------------------------------- |
| NAME             | Jansen, Geert                    |
| ALTERNATIVNAMEN  | Jansen, Geert Jan                |
| KURZBESCHREIBUNG | niederländischer Politiker (CDA) |
| GEBURTSDATUM     | 7. November 1946                 |
| GEBURTSORT       | Norg                             |